# Xã Sugarloaf, Quận Luzerne, Pennsylvania
Xã Sugarloaf (tiếng Anh: Sugarloaf Township) là một xã thuộc quận Luzerne, tiểu bang Pennsylvania, Hoa Kỳ. Năm 2010, dân số của xã này là 4.211 người.